# Gary Johnson (Rennfahrer)
Gary Johnson (* 20. Juli 1980 in Grimsby) ist ein britischer Motorradrennfahrer. Er fährt Straßenrennen und tritt in der British Superbike Championship und der nationalen 600-cm³-Langstreckenmeisterschaft an.

## Karriere
Der gelernte Elektriker Gary Johnson macht immer wieder mit Podiumsplätzen in den britischen Meisterschaften oder Straßenrennen wie dem North West 200 auf sich aufmerksam. Bekanntheit über die Grenzen Großbritanniens hinaus erlangte er durch seine beiden Siege bei der Isle of Man TT. 2005 konnte er den nationalen British Supersport Cup für sich entschieden. Johnsons Karriere ist auch durch spektakuläre Unfälle gekennzeichnet. 2006 stürzte er beim Saisonauftakt. Durch die schwere Rückenverletzung, die er sich dabei zuzog, musste er bis 2007 aussetzen. 2014 stürzte er auf der Isle of Man wo er sich erneut schwer verletzte. Bei der 2015er TT kam er bei einem schweren Unfall in der letzten Runde des ersten Rennens ohne Verletzung davon.
Johnson gründete 2011 sein eigenes Rennteam und setzt dabei auf die beiden Marken Triumph und Kawasaki.

## Statistik
| Jahr | Klasse                         | Maschine | Rennen          |
| ---- | ------------------------------ | -------- | --------------- |
| 2005 | British Supersport Cup         | Triumph  | Brands Hatch    |
| 2005 | British Supersport Cup         | Triumph  | Donington Park  |
| 2005 | British Supersport Cup         | Triumph  | Cadwell Park    |
| 2005 | British Supersport Cup         | Triumph  | Mallory Park    |
| 2010 | British Superbike Cup Rennen 2 | Kawasaki | Silverstone     |
| 2010 | British Superbike Cup Rennen 1 | Kawasaki | Knockhill       |
| 2011 | Junior Rennen 2                | Honda    | Isle of Man     |
| 2014 | Supersport Rennen 1            | Triumph  | Isle of Man     |
| 2014 | National 600 Endurance         | Triumph  | Croft Circuit   |
| 2014 | National 600 Endurance         | Triumph  | Oulton Park     |
| 2014 | National 600 Endurance         | Triumph  | Pembrey Circuit |
| 2014 | National 600 Endurance         | Triumph  | Cadwell Park    |